# William P. Rogers
William Pierce Rogers (ur. 23 czerwca 1913 w Norfolk, Nowy Jork, zm. 2 stycznia 2001 w Bethesda, Maryland) – amerykański polityk.
W 1953 wstąpił do administracji prezydenta Eisenhowera, w której w latach 1957-1961 był prokuratorem generalnym.
22 stycznia 1969 został sekretarzem stanu w gabinecie prezydenta Richarda Nixona.